# Alberto Mayol
Alberto Manfredo Mayol Miranda (Santiago, 8 de julio de 1976) es un sociólogo, analista político, politólogo, político y académico universitario chileno. Instructor, investigador y autor de varios trabajos sobre ciencias sociales, política y cultura. Es también libretista de ópera. Fue precandidato presidencial en las primarias del Frente Amplio de 2017.

## Familia y estudios
Hijo de Manfredo Mayol Durán, conocido periodista y colaborador de la dictadura durante el período de la dictadura militar, y Mariana Miranda, estudió sociología en la Facultad de Ciencias Sociales de la Universidad de Chile, donde se graduó en 1998. Luego hizo una maestría en ciencia política en su alma máter, que concluyó en 2000 y, paralelamente, una licenciatura en estética en la Pontificia Universidad Católica (PUC), donde obtuvo el grado en 2001. En 2005, concluyó el Diploma de Estudios Avanzados en sociología de la Universidad Complutense de Madrid, en donde también cursó un doctorado en la misma disciplina sin haber completado este. Actualmente, es estudiante doctoral en la Universidad de Alicante, España.
Está casado con Claudia Castagna Salas, con quien es padre de dos hijos: Alessandro y Federico.

## Carrera académica
Fue docente de la Universidad de Chile desde 2007, en las Facultades de Ciencias Sociales, de Derecho, de Filosofía y Humanidades, y en el Instituto de Asuntos Públicos, donde se desempeñó como coordinador en el Centro de Investigación en Estructura Social e investigador en el Laboratorio Transdisciplinar en Prácticas Sociales y Subjetividad; fue consejero del Observatorio del Libro y la Lectura, donde dirigió proyectos de investigación financiados por el CNCA.
Desde 2013, pertenece al Departamento de Gestión y Políticas Públicas de la Facultad de Administración y Economía de la Universidad de Santiago. Entre 2019 y 2020 fue Vicedecano de Docencia de dicha facultad.
Ha vendido alrededor de 40 000 ejemplares de libros de sociología desde 2012 a 2020, lo que lo sitúa como uno de los sociólogos con más éxito editorial en la historia de la sociología chilena. Su influencia en la discusión pública se consolidó con el estallido social de 2019, que según el periódico español El Mundo fue vaticinado por Mayol en El derrumbe del modelo, obra de 2012. Es también fundador del exitoso proyecto La Cosa Nostra que es líder en audiencias por Internet en la categoría de análisis político. Dicho proyecto realiza seminarios temáticos sobre el poder, con miles de participantes cada semestre.
Asociado a sus investigaciones sobre ópera en Chile, terminó incursionando en la escritura de libretos. Ha presentado obras en ChACo (2016), Teatro Municipal de Santiago (Ópera de Chile) en 2018 y en Bienal de Venecia en 2019.

## Vida pública

### Carrera política

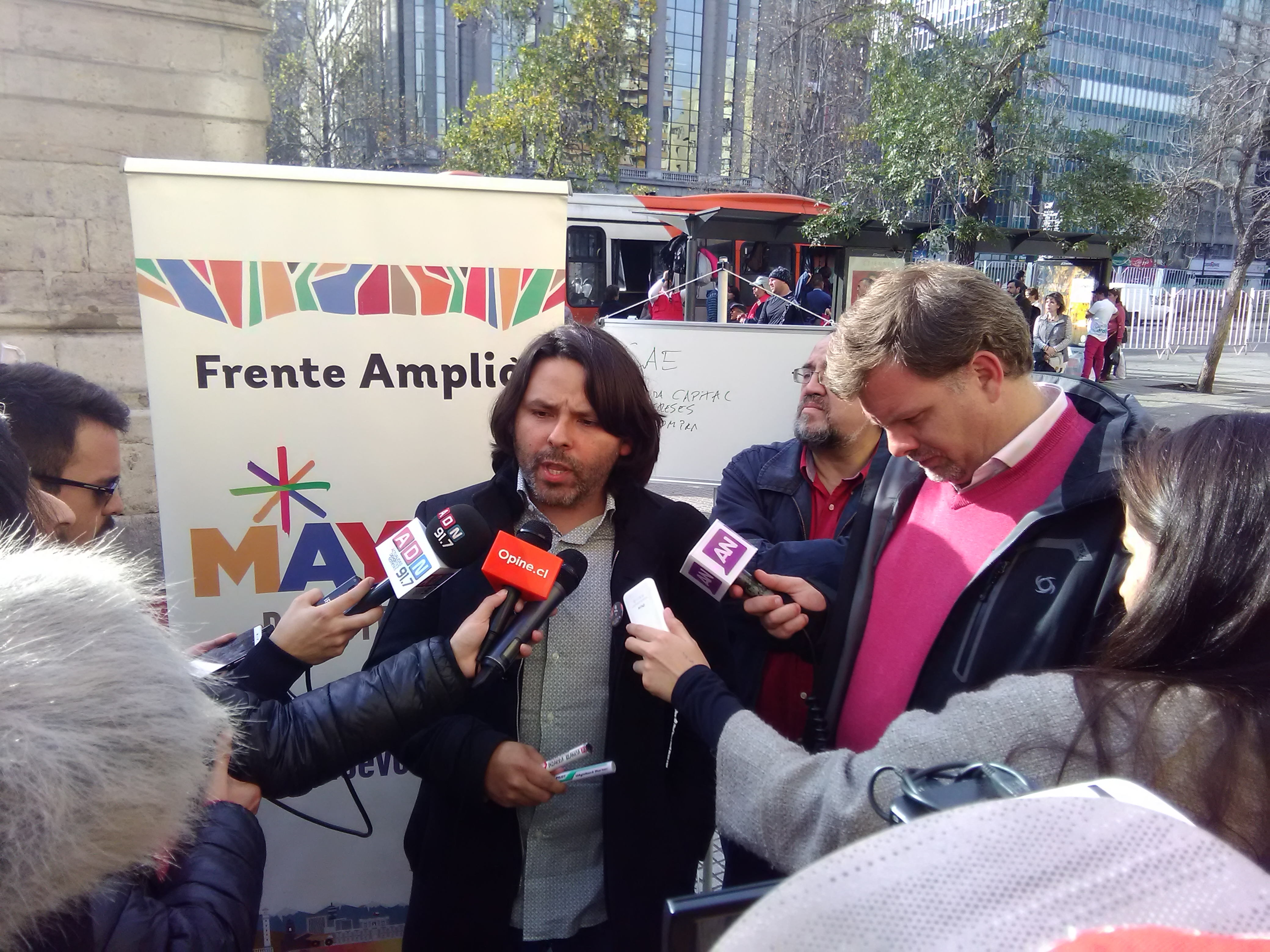
Alberto Mayol responde preguntas de la prensa luego de una actividad de campaña como precandidato presidencial.

El 4 de mayo de 2013 fue uno de los fundadores del movimiento Marca AC, que buscaba redactar una nueva Constitución Política para Chile mediante el establecimiento de una asamblea constituyente.
En marzo de 2017 anunció su candidatura para participar de las primarias del Frente Amplio, que debían elegir al representante de dicha coalición para la elección presidencial de Chile de 2017. Mayol recibió el apoyo de los movimientos Nueva Democracia, Socialismo Allendista y SOL, así como de los partidos Izquierda Cristiana, Igualdad, Pirata, Ukamau. En la elección del 2 de julio de ese año, Mayol obtuvo 106 265 votos, equivalentes al 32 % de los votos que recibió el Frente Amplio, perdiendo ante Beatriz Sánchez.
El 15 de agosto de 2017, el Frente Amplio revocó la candidatura parlamentaria de Mayol para el distrito 10 tras un polémico audio enviado a la candidata parlamentaria del mismo distrito Natalia Castillo. Mayol en el audio supuestamente agredía a Castillo y hablaba sobre un «trabajo sucio» por parte del diputado de Revolución Democrática, Giorgio Jackson. Sin embargo, días más tarde se confirmó su candidatura, ocupando un cupo del Partido Igualdad. Mayol obtuvo 25 299 votos, equivalentes al 5,8 %, que (por sistema electoral) resultaron insuficientes para ser elegido.
Tras su derrota electoral, participó en la creación del Movimiento Democrático Popular (MDP), que fue formado por varias agrupaciones que lo apoyaron en su candidatura presidencial. En mayo de 2019 el grupo sufrió un quiebre interno que significó su suspensión en la mesa del Frente Amplio. Debido a esto Mayol aseguró que había sido «echado» de la coalición en medio de conflictos con Revolución Democrática.
En 2018 presentó un recurso de protección contra la Mesa Nacional del Frente Amplio para acreditar que la expulsión de dicha coalición había sido arbitraria. Aunque ganó el recurso, no quiso solicitar que se cumpliera la sentencia.

### Medios de comunicación
Ha aparecido como panelista en varios programas de radio y televisión, como Patio de Los Naranjos de Mega; El semáforo y La República de las Letras de Radio Universidad de Chile; Ciudadanos de CNN Chile; Palabras sacan Palabras de Radio Futuro; El Primer Café de Radio Cooperativa y Vía Pública del canal 24 Horas.
Sus columnas han sido publicadas en diarios electrónicos, como Diario U Chile, El Mostrador, el espacio «Estadística de Bolsillo» del semanario The Clinic, El Dínamo y El Periodista.
En 2019 incursiona en internet con el programa de análisis político La Cosa Nostra, junto con Mirko Macari y Darío Quiroga, transmitido en formato video a través de la red social YouTube. Además, este mismo equipo realiza charlas presenciales y en línea.

## Obra escrita

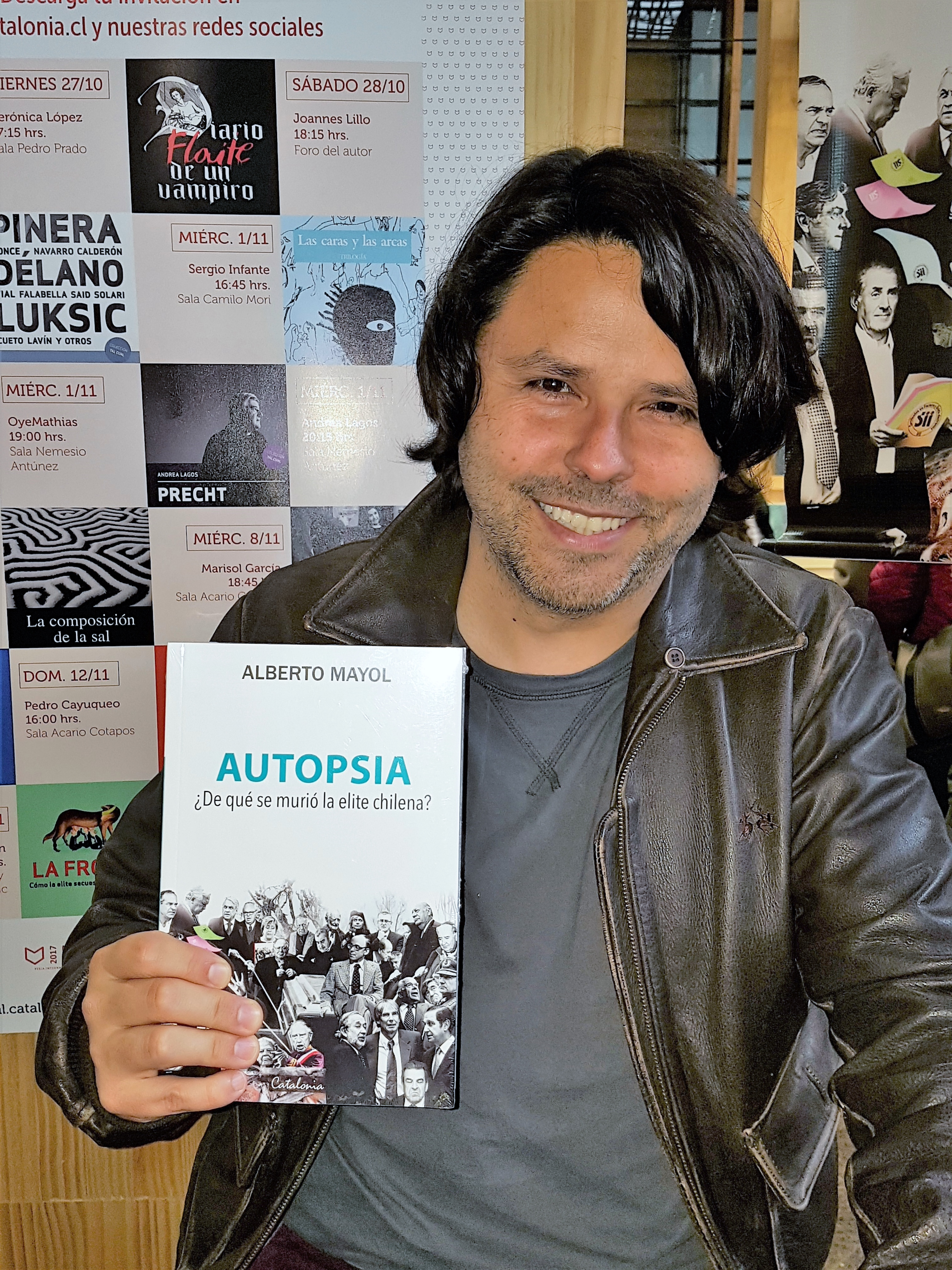
Mayol con su libro Autopsia en la FILSA 2017

Su trabajo se centra en temas de movimientos sociales, política, cultura, estructura social, malestar social, teoría social, cultura y metodología de investigación. Sus libros publicados son los siguientes:
- 2008: Métodos de investigación social: una aproximación desde las estrategias cuantitativas y cualitativas (Ed. Universidad Católica del Norte). Escrito junto a Carlos Calderón Carvajal, Andrés Music Cáceres y Paulina Salinas Meruane.
- 2012: No al lucro: de la crisis del modelo a la nueva era política (Debate) analiza la estructura de poder en la sociedad chilena, el impacto político del neoliberalismo en términos de despolitización y los procesos de transformación asociados a los movimientos sociales desde 2011.[40]
- 2013: El derrumbe del modelo: la crisis de la economía de mercado en el Chile contemporáneo (LOM)[41] de junio de 2012, que surge de la exposición Vox Popvli… Vox Dei, presentada en un Encuentro Nacional de Empresarios en noviembre de 2011, donde declara y analiza el fracaso del modelo económico chileno.[2] El libro examina el modelo chileno en sus dimensiones económicas, políticas y culturales como origen del proceso del malestar que culmina en los movimientos sociales de 2011 y en la crisis consiguiente.[42]
- 2013: El Chile profundo: modelos culturales de la desigualdad y sus resistencias (Liberalia). Escrito junto a Carla Azócar Rosenkranz y Carlos Azócar Ortiz. Describe el modelo cultural chileno, y analiza su relación con los altos niveles de desigualdad de esta sociedad.[43]
- 2015: Economía política del fracaso: la falsa modernización del modelo neoliberal (ElDesconcierto). Escrito con el politólogo José Ahumada. El libro plantea traspasar el límite de cuestionamiento al modelo económico Chileno, partiendo de la siguiente hipótesis; El modelo económico chileno ha sido objeto de un amplio cuestionamiento. La mayoría de las impugnaciones, sin embargo, han evitado cruzar una frontera: todos reconocen en el crecimiento y modernización de sus estructuras económicas una consecuencia positiva de su obra.[44]
- 2016: Autopsia: ¿de qué se murió la elite chilena? (Catalonia)
- 2017: Frente Amplio en el momento cero. (Catalonia)
- 2019: Big bang. Estallido social 2019: Modelo derrumbado-sociedad rota-política inútil. (Catalonia)
- 2021: 50 leyes del poder en El Padrino. (Catalonia)
- 2021: Piñera Porno: Clímax y caída de la obsenidad neoliberal. (Catalonia)
- 2023: El abismo existencial de Occidente. (Catalonia)

Ha escrito diversos libretos para obras de teatro musical. En el formato de óperas cortas se encuentra La seducción de Angela, obra sobre la canciller alemana Angela Merkel, con música de Miguel Farías, presentada en Chile Arte Contemporáneo de 2015. También, en el mismo formato, se ha presentado en la Bienal de Venecia, en el pabellón de Chile (de Voluspa Jarpa) la Ópera de la Emancipación, cuyo libreto se concentra en las tensiones políticas históricas y contemporáneas entre dominantes y subalternos. En 2018, se estrenó en el Teatro municipal de Santiago la ópera en cuatro actos y prólogo El Cristo de Elqui, donde el libreto de Mayol crea una nueva obra a partir de dos novelas de Hernán Rivera Letelier. La música fue de Miguel Farías.

## Historial electoral

### Elecciones presidenciales de 2017
- Primarias presidenciales del Frente Amplio de 2017

|  | 67,56 % |

|  | 12,26 % |

|  | 32,44 % |

|  | 5,88 % |

### Elecciones parlamentarias de 2017
- Elecciones parlamentarias de 2017, candidato a diputado por el distrito 10 (La Granja, Macul, Ñuñoa, Providencia, San Joaquín y Santiago)[46]

| Candidato                    | Pacto                    | Partido | Votos   | %    | Resultado |
| ---------------------------- | ------------------------ | ------- | ------- | ---- | --------- |
| Giorgio Jackson Drago        | Frente Amplio            | RD      | 103 337 | 23.7 | Diputado  |
| Marcela Sabat Fernández      | Chile Vamos              | RN      | 54 573  | 12.5 | Diputada  |
| Luciano Cruz-Coke Carvallo   | Chile Vamos              | EVO     | 38 105  | 8.7  | Diputado  |
| Jorge Alessandri Vergara     | Chile Vamos              | UDI     | 30 820  | 7.1  | Diputado  |
| Maya Fernández Allende       | La Fuerza de la Mayoría  | PS      | 28 377  | 6.5  | Diputada  |
| Alberto Mayol Miranda        | Frente Amplio            | IND-PI  | 25 320  | 5.8  |           |
| Claudio Arriagada Macaya     | Convergencia Democrática | DC      | 18 020  | 4.1  |           |
| Ramón Farías Ponce           | La Fuerza de la Mayoría  | PPD     | 14 235  | 3.3  |           |
| Julio Isamit Díaz            | Chile Vamos              | IND-UDI | 10 675  | 2.5  |           |
| Sebastián Torrealba Alvarado | Chile Vamos              | RN      | 10 196  | 2.3  | Diputado  |
| Luis Larraín Stieb           | Chile Vamos              | IND-EVO | 8303    | 1.9  |           |
| Carolina Lavin Aliaga        | Chile Vamos              | UDI     | 7968    | 1.9  |           |
| Dauno Tótoro Navarro         | Independiente            | IND     | 7549    | 1.7  |           |
| Julia Urquieta Olivares      | La Fuerza de la Mayoría  | PCCh    | 6456    | 1.5  |           |
| Rosa Oyarce Suazo            | Chile Vamos              | RN      | 6107    | 1.4  |           |
| Javiera Olivares Mardones    | La Fuerza de la Mayoría  | PCCh    | 6027    | 1.4  |           |
| Francisco Figueroa Cerda     | Frente Amplio            | PEV     | 5790    | 1.3  |           |
| Gonzalo Winter Etcheberry    | Frente Amplio            | RD      | 5238    | 1.2  | Diputado  |
| Nicolás Muñoz Montes         | Convergencia Democrática | DC      | 5077    | 1.2  |           |
| Natalia Castillo Muñoz       | Frente Amplio            | RD      | 4442    | 1.0  | Diputada  |
| Valeska Naranjo Dawson       | La Fuerza de la Mayoría  | IND-PS  | 2073    | 0.5  |           |